# Platon Zubov

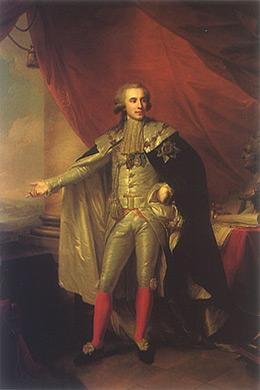
Platon Zubov.

Platon Aleksandrovitj Zubov (ryska: Платон Александрович Зубов), född den 15 november 1767, död den 7 april 1822, var en rysk gunstling; älskare till Katarina den stora. 
Zubov presenterades 1789 som gardeslöjtnant för Katarina och ersatte Alexander Dmitriev-Mamonov som generaladjutant och officiell älskare. Zubov var den ende av Katarinas älskare förutom Potemkin som kan sägas ha utövat politiskt inflytande över henne, åtminstone efter Potemkins död 1791. Han utnämndes genast till överste och 1791 till generalfälttygmästare, överhopades med rikedomar och upphöjdes 1796 av kejsar Frans II till romersk riksfurste. Zubovs makt upphörde med kejsarinnans död samma år; kejsar Paul förvisade honom till hans gods och beordrade honom senare att resa utomlands. Han fick 1801 tillåtelse att återvända till Sankt Petersburg, var samma år en av de mest nitiska deltagarna i mordsammansvärjningen mot Paul och utövade efter mordet en kort tid jämte Pahlen och Bennigsen stort politiskt inflytande, men föll snart i onåd och nödgades dra sig tillbaka till privatlivet. Zubov hade även lyckats dra fram sina bröder Nikolaj och Valerian Zubov till gunst och ämbeten.